# Voorjaarslathyrus
De voorjaarslathyrus (Lathyrus vernus, basioniem: Orobus vernus) is een vaste plant uit de vlinderbloemenfamilie. De plant kan een hoogte bereiken van 20 tot 40 cm. De bloeiperiode is van april tot juni.
Zijn rechtopstaande stengels, die op een rizoom groeien, zijn iets of wat behaard. Zijn bladeren zijn geveerd met twee tot vier paar eironde of lancetvormige blaadjes die een afmeting hebben van 3 tot 7 cm in de lengte en 1 à 3 cm in de breedte.
De voorjaarslathyrus vormt lang gesteelde trossen met drie tot zeven paarsrode tot blauwgroene bloemen die circa 2 cm groot zijn. Ze vormen een bruine peul van 4 tot 6 cm die acht tot veertien zaden bevatten.
De plant heeft een voorkeur voor (matig) beschaduwde plaatsen op vochthoudende, kalkrijke grond. De soort komt voornamelijk voor in bosranden, bossen, struwelen en heggen. Het verspreidingsgebied strekt zich uit van Centraal-Europa tot Rusland.
Het is de waardplant van onder andere het oostelijk boswitje.
... · 
L. aphaca (Naakte lathyrus) · 
L. hirsutus (Ruige lathyrus) · 
L. japonicus (Zeelathyrus) · 
L. latifolius (Brede lathyrus) · 
L. linifolius (Knollathyrus) · 
L. niger (Zwarte lathyrus) · 
L. nissolia (Graslathyrus) · 
L. odoratus (Welriekende lathyrus) · 
L. palustris (Moeraslathyrus) · 
L. pratensis (Veldlathyrus) · 
L. sylvestris (Boslathyrus) · 
L. tuberosus (Aardaker) · 
L. vernus (Voorjaarslathyrus) · 
...